# 義大利紅眼魚
義大利紅眼魚（學名：Scardinius scardafa）為輻鰭魚綱鯉形目雅羅魚科的一個種，被IUCN列為極危保育類動物，分布於歐洲義大利第勒尼安海沿岸從馬格拉到加里利亞諾淡水流域，體長可達到35公分，棲息在底中層水域，生活習性不明。

## 扩展阅读
維基物種上的相關：義大利紅眼魚
1. ↑  Crivelli, A.J. . The IUCN Red List of Threatened Species. 2006, 2006: e.T61217A12450171  [16 November 2021]. doi:10.2305/IUCN.UK.2006.RLTS.T61217A12450171.en .